# Neohebestola humeralis
Neohebestola humeralis là một loài bọ cánh cứng trong họ Cerambycidae.